# Ulica Pawła Stalmacha w Katowicach

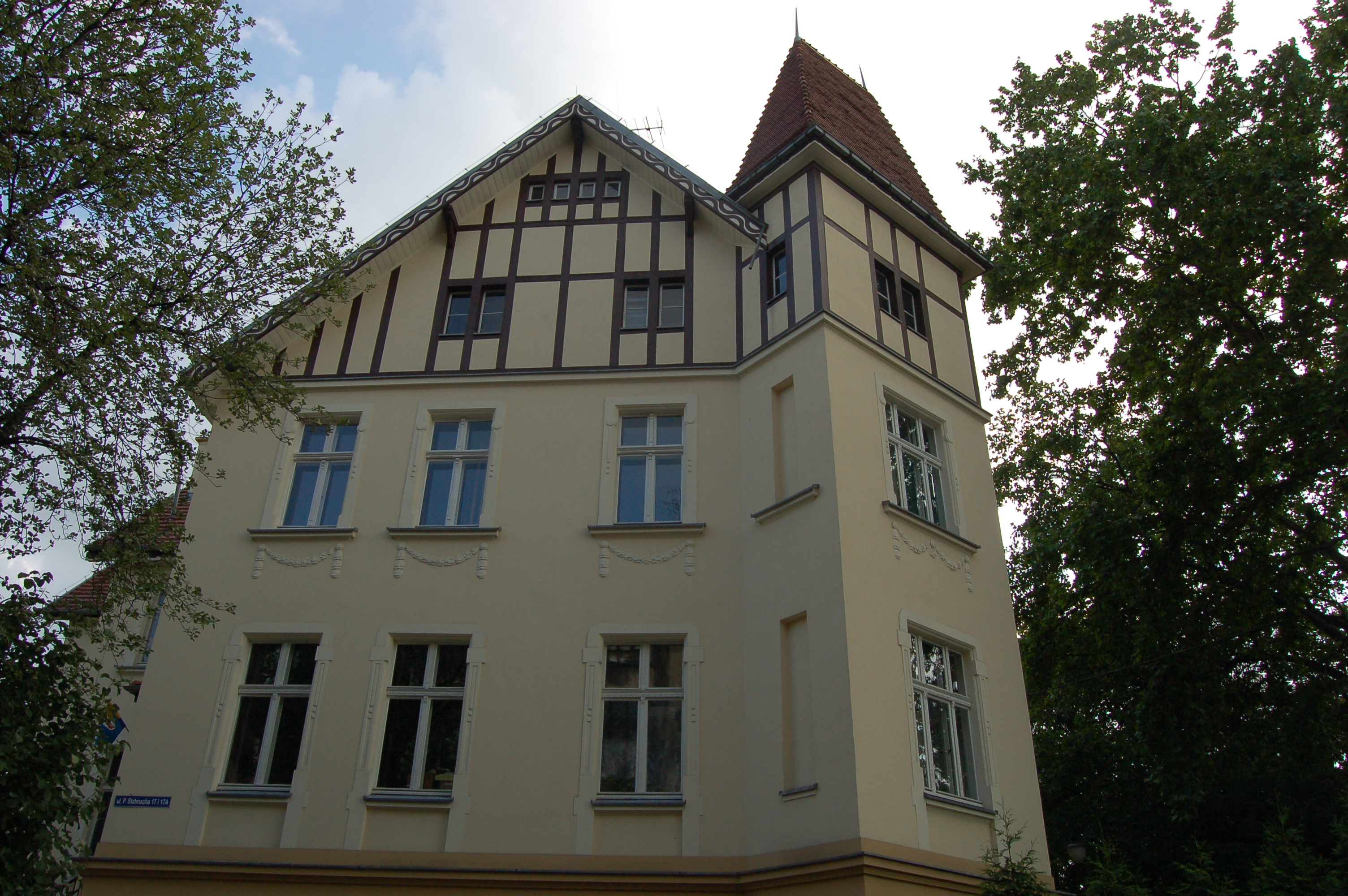
"Willa Kocura" przy ul. Pawła Stalmacha 17

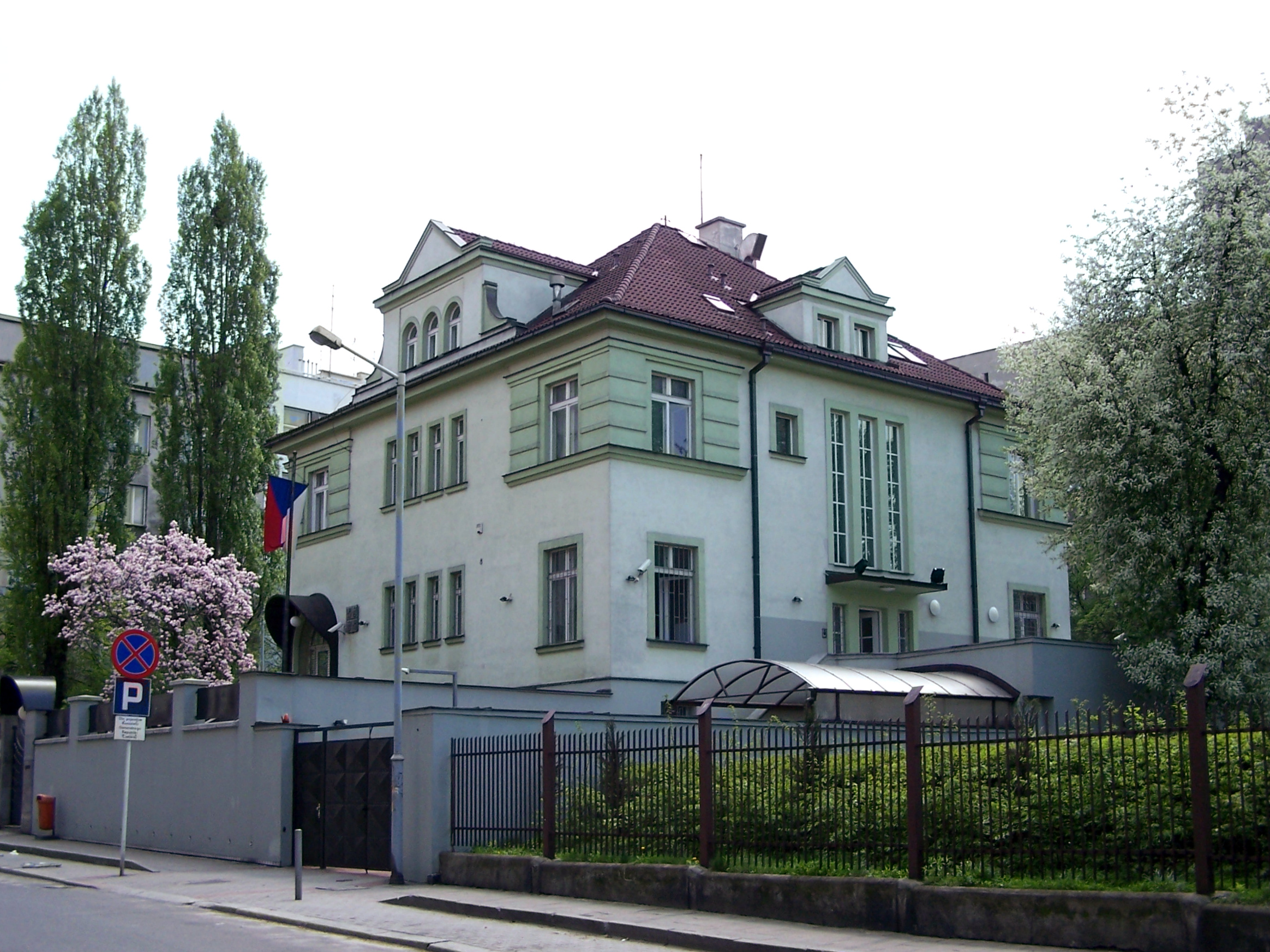
Budynek konsulatu czeskiego pod numerem 21

Ulica Pawła Stalmacha w Katowicach − jedna z ulic w katowickiej dzielnicy Śródmieście. Ulica rozpoczyna swój bieg od skrzyżowania z ulicą Mikołowską. Następnie krzyżuje się z ul. Jana Kilińskiego i ul. Marii Skłodowskiej-Curie. Kończy swój bieg przy ulicy Michała Drzymały.

## Opis
Przy ul. Pawła Stalmacha znajdują się obiekty, wpisane do rejestru zabytków;
- Willa przy ul. Pawła Stalmacha 17 wraz z ogrodem.

Przy ul. P. Stalmacha zlokalizowane są także inne historyczne obiekty:
- narożna kamienica mieszkalna (ul. P. Stalmacha 16, róg z ul. J. Kilińskiego);
- kamienica mieszkalna (ul. P. Stalmacha 18);
- kamienica mieszkalna (ul. P. Stalmacha 20);
- willa z ogrodem − obecnie konsulat czeski (ul. P. Stalmacha 21), wybudowana w 1927 w stylu modernistycznym;
- kamienica mieszkalna (ul. P. Stalmacha 22);
- kamienica mieszkalna (ul. P. Stalmacha 23);
- kamienica mieszkalna (ul. P. Stalmacha 26).

Przy ul. P. Stalmacha swoją siedzibę mają: Związek Górnośląski (założony w 1989), przedsiębiorstwa handlowo-usługowe, kancelarie prawnicze i radcowskie.
W dwudziestoleciu międzywojennym pod numerem 21 istniał konsulat szwedzki. W 1939 w rejonie ulic P. Stamacha i J. Kilińskiego toczyły się walki między oddziałami polskimi a żołnierzami niemieckimi.
W okresie Rzeszy Niemieckiej (do 1922) i w latach niemieckiej okupacji Polski (1939−1945) ulica nosiła nazwę Lützowstraße.